# Marowijne
Marowijne – dystrykt w północno-wschodnim Surinamie, przy granicy z Gujaną Francuską. Ośrodkiem administracyjnym dystryktu jest Albina. W 2012 roku liczba ludności dystryktu wynosiła 18 294 mieszkańców, a powierzchnia 4627 km².
Na przełomie XIX/XX wieku na terenie Marowijne odkryto złoża boksytów, co doprowadziło do rozwoju górnictwa. Ważną gałęzią lokalnej gospodarki jest też turystyka.

## Okręgi
Marowijne podzielone jest na sześć okręgów (ressorten):
- Albina
- Galibi
- Moengo
- Moengotapoe
- Patamacca
- Wanhatti